# إشام تالبوت
إشام تالبوت (بالإنجليزية: Isham Talbot)‏ هو محامي وسياسي أمريكي، ولد في 1773 في مقاطعة بيدفورد في الولايات المتحدة، وتوفي في 25 سبتمبر 1837 في فرانكفورت في الولايات المتحدة. حزبياً، نشط في الحزب الجمهوري الديمقراطي. وقد انتخب عضو مجلس الشيوخ الأمريكي.